# Іванівка (Довжанський район)
Іва́нівка — село в Україні, у Сорокинській міській громаді Довжанського району Луганської області. Населення становить 211 осіб.

## Географія
Географічні координати: 48°30' пн. ш. 39°45' сх. д. Часовий пояс — UTC+2. Загальна площа села — 2 км².
Село розташоване у східній частині Донбасу за 6 км від села Давидо-Микільське.

## Історія
Село засноване в 1833 році дворянином Філатовим Михайлом Федоровичем.
За архівними даними в 1886 році у селі існували кінний та кожевенний заводи. На кінному заводі розводили коней різних порід.
За згадками старожилів племінник М. Ф. Філатова — Володимир Петрович Філатов (1876—1943) був видатним лікарем, Членом Академії наук УРСР, лауреатом Державної премії.
У 1906 році у селі спалахнуло селянське повстання, через непосильно велику орендну плату за землю. Повстання було придушене козаками.
У 1929–1930 роках засновано колгосп «1905 року». У 1930 році у селі організовано МТС, яка обслуговувала 17 колгоспів. У МТС працювало 40 трактористів. Збудовано дитячий садок, сільський клуб, діяла школа ліквідації неграмотності для дорослих, а також початкова школа.
У 1932–1933 роках Карпове-Кріпенське постраждало від голодомору. У книзі «Врятована пам′ять. Голодомор 1932-33 років на Луганщині: свідчення очевидців» містяться спогади місцевого мешканця Федченка Бориса Кириловича (1922 року народження), який описує ті події так:

| «…Тоді я мешкав у селі Іванівка Новосвітлівського (тепер Краснодонського) району. З нашого колгоспу імені 1905 року в 1932 році вивезли все збіжжя. Колгоспникам на трудодень видали по 150 грам зерна і по 10 копійок. На дітей, непрацездатних, старих людей нічого не давали. А пенсій тоді в селі не було. Окрім Максима Назаренка, всі іванівці вступили в колгосп. Керівниками до нас прислали Шаповалова (головою сільради), Селезньова (головою колгоспу) і Склярова (парторгом). Це були перші росіяни в нашому селі — за винятком Івана Прокоповича Козачкова, всі мешканці Іванівки були українцями. […] Нове керівництво виконувало всі накази згори сумлінно і в плані виконання хлібозаготівлі, і в плані боротьби з “класовим ворогом”. По сусідству жив старий дід Іван Дмитрович. Один із його синів Петро до колективізації був головою сільради, організовував колгосп і був його першим головою. А в 1930 році він кудись виїхав із села. Другий син Михайло був комісаром у Червоній армії і загинув у бою, захищаючи “завоювання Октября”. Непрацездатного діда Івана оголосили “куркулем”, “ворогом”, забрали в нього кожух, бо більше нічого не було, виселили з хати і поселили в порожню хатку на краю села біля цвинтаря. А в дідовій хаті поселився новий голова сільради. Дід позабивав вибиті шибки, а в зиму на 1933 рік він помер з голоду та холоду. […] Зима з 32-го на 33-й була злюча, а топити — нічим. У нашому селі в ту зиму загинуло дуже багато людей від голоду і холоду, у першу чергу старі та одинокі. Пам'ятаю, у цю зиму померли старе бездітне подружжя Замогильних, дід Іван Кіонов і його дружина, діди Іван Ярошенко, Роман Шульженко, Хома Соломко та інші, я вже забув їхні прізвища. По селу ходили чутки, що в сусідніх селах було людоїдство…»[1] |
У часи Другої світової війни на території села розташовувався армійський шпиталь. Воювало 70 осіб, 56 із них загинули.
Уродженцю села, льотчику О. М. Криворученку присвоєно звання Героя Радянського Союзу.
У 1960-х роках с. Іванівка було центральною садибою Іванівської сільської ради з кількістю населення 300 осіб. До Іванівської сільської ради входило 9 населених пунктів: Білоскелювате, Габун, Давидо-Микільське, Надеждине, Водоток, Липове, Орловка, Пантеліївка, Радісне.
У 1977 році сільську раду та контору радгоспу перенесено до села Давидо-Микільське.
12 червня 2020 року, відповідно до Розпорядження Кабінету Міністрів України № 717-р «Про визначення адміністративних центрів та затвердження територій територіальних громад Луганської області», увійшло до складу Сорокинської міської громади.
17 липня 2020 року, в результаті адміністративно-територіальної реформи та ліквідації  Сорокинського району, увійшло до складу новоутвореного Довжанського району.

## Населення
За даними перепису 2001 року населення села становило 211 осіб, з них 77,73 % зазначили рідною мову українську, 22,27 % — російську.

## Інфраструктура
На сьогодні в селі діють одне фермерське господарство та три приватних підприємства.

## Пам'ятки
- Братська могила радянських воїнів (вул. Совєтська).

## Відомі люди
- Криворученко Олексій Микитович — Герой Радянського Союзу.

## Також
- Перелік населених пунктів, що постраждали від Голодомору 1932-1933, Луганська область